# Wolkenfabrik
Wolkenfabrik je drugi studijski album slovenske indie rock skupine Koala Voice, ki je izšel 26. oktobra 2017 pri založbi Spinnup. Naslov je bil uradno naznanjen z izdajo prvega singla "Vede premikanja" junija 2017. Ob koncu avgusta je kot drugi singl izšla pesem "Talk About It", ki je skupina do tedaj še ni igrala v živo. Pri snemanju albuma je skupina sodelovala producentom Dantonom Suppleom (ki je med drugimi produciral tudi album X&Y skupine Coldplay).
Uradna predstavitev albuma je potekala 26. oktobra v Cvetličarni v Ljubljani. Kot gosta sta nastopila Peter Dekleva, ki je s skupino sodeloval kot producent pri prejšnjem albumu, med pesmijo "Kitten on a Journey" in raper RecycleMan med pesmijo "Go Disco, Go".
Decembra 2017 je izšla pesem "Sierra" z videospotom, ki ga je režiral Sašo Štih.

## Kritični odziv
V reviji Mladina je Veljko Njegovan napisal: "Dekle in fantje se po napornem in uspešnem koncertiranju po tujini in Sloveniji vračajo z novo ploščo, ki je več kot kakovostna nadgradnja prvenca, saj na njej kitarsko usmerjeno mešanico psihedeličnega in indie rocka znova odlično povežejo s popom."
Za Radio Študent je pa Jernej Trebežnik zapisal: "Bend je na plošči Wolkenfabrik v tem, kar počne, torej dober in v všečni razslojenosti, dodelanosti večine skladb tudi boljši, kot je bil na prvi plošči, a je zaradi manj očitne melodike, manj nalezljive energičnosti, pa hkrati podobno varnega zvoka težko pričakovati, da bi posamične skladbe zares odmevale ali morda pustile pečat, kakršnega so pustili "Disco", "Nothing", "Bullet" in ostali sveži hitiči leta 2015."
V spletni reviji Beehype je bil album uvrščen na 4. mesto, na portalu 24ur.com pa na 8. mesto najboljših slovenskih albumov leta.

### Priznanja
| objava   | uvrstitev | seznam                        |
| -------- | --------- | ----------------------------- |
| Beehype  | 4.        | Best of 2017                  |
| 24ur.com | 8.        | Top 20 domačih albumov (2017) |

## Seznam pesmi
| Št.             | Naslov                        | Dolžina |
| --------------- | ----------------------------- | ------- |
| 1.              | „Sierra‟                      | 4:28    |
| 2.              | „Oxygen Thief‟                | 3:47    |
| 3.              | „Vede premikanja‟             | 3:55    |
| 4.              | „Remain Silent‟               | 3:35    |
| 5.              | „Filmska‟                     | 3:25    |
| 6.              | „Julian‟                      | 4:01    |
| 7.              | „Ghosts‟                      | 3:56    |
| 8.              | „Kitten on a Journey‟         | 3:56    |
| 9.              | „What the French Really Said‟ | 5:22    |
| 10.             | „Talk About It‟               | 4:14    |
| Skupna dolžina: | Skupna dolžina:               | 40:33   |

## Zasedba
Koala Voice
- Manca Trampuš — vokal, ritem kitara, sintesajzer
- Domen Don Holc — kitara
- Tilen Prašnikar — bas kitara, spremljevalni vokal
- Miha Prašnikar — bobni, spremljevalni vokal

Tehnično osebje
- Danton Supple — produkcija, miks
- Pete Maher — mastering
- Jaka Birsa — fotografija
- Eva Černe — oblikovanje
- Zala Gorenc — besedilo ("Talk About It")